# Filipp Issajewitsch Goloschtschokin

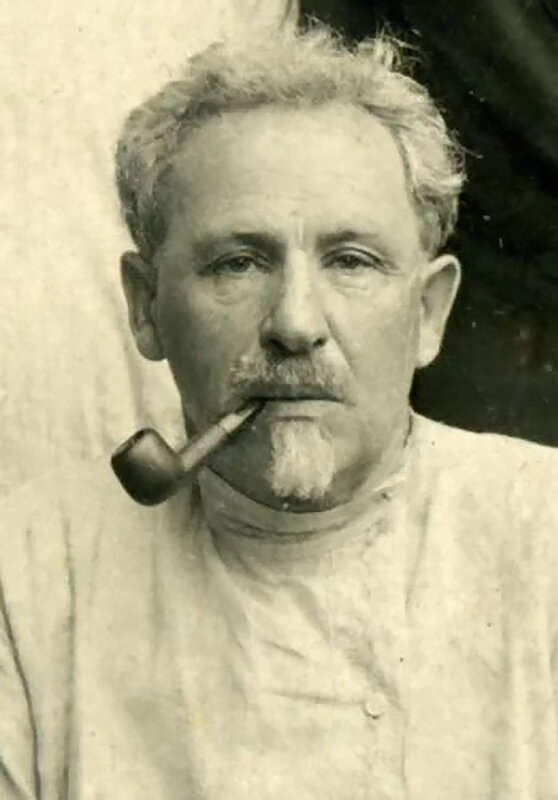
Filip Goloschtschokin

Filipp Issajewitsch Goloschtschokin (russisch Филипп Исаевич Голощёкин, wiss. Transliteration Gološčëkin; * 26. Februarjul. / 9. März 1876greg. in Newel bei Wizebsk; † 18. Oktober 1941 bei Samara) war ein russischer Bolschewik, der neben Jakow Michailowitsch Jurowski maßgeblich an der Planung zur Ermordung der Zarenfamilie im Jahr 1918 beteiligt war und als führender Politiker die Hungersnot in Kasachstan von 1930–33 mit zu verantworten hatte.
Goloschtschokin wurde zum Vorstand eines bolschewistischen Präsidiums in einem im Februar 1918 abgehaltenen Sowjetkongress des Uralgebiets gewählt, der mit Jakow Swerdlow über den Verbleib der Familie Zar Nikolaus II. verhandelte. Ihm und anderen Bolschewiki missfielen die komfortablen Verhältnisse, in denen die verhaftete und verbannte Zarenfamilie lebte, und sie versuchten deshalb, diese unter ihre Kontrolle zu bringen. Den Plan, den Zaren und seine Frau nach Moskau zu bringen, um ihn dort in einem Schauprozess nach Vorbild Ludwigs XVI. zu verurteilen, gaben die Bolschewiki nach deren Ankunft in Jekaterinburg auf. Nach einem Aufstand einer wütenden Masse am Bahnhof der Stadt am 30. April 1918 wurde die Familie im Ipatjew-Haus (russisch Дом Ипатьева) gefangen gesetzt, das die Bolschewiki „Haus zur besonderen Verwendung“ nannten. Die restlichen Kinder und Bediensteten folgten am 23. Mai.
Die Gefangenen lebten zwei Monate lang unter rauen Bedingungen im Ipatjew-Haus, bis (nach heutigem Wissen) Lenin den Befehl zur Hinrichtung gab, um den Weißen Konterrevolutionären kein Symbol zu lassen, um das sie sich sammeln und mit dem sie sich identifizieren könnten. Goloschtschokin plante die Hinrichtung und ließ die Zarenfamilie durch Jurowski und ein Erschießungskommando – unter dem Vorwand, die Familie vor Schusswechsel in der Stadt zu schützen – in einem hergerichteten Raum im Keller töten.

Goloschtschokin

Von 1925 bis 1933 war Goloschtschokin das Oberhaupt der Kasachischen Autonomen Sozialistischen Sowjetrepublik (KASSR) und damit führend mitverantwortlich für die Hungersnot in Kasachstan von 1930–33. Im Zuge der Stalinschen Säuberungen wurde er 1939 verhaftet und 1941 erschossen.